# Aktywność molowa
Aktywność molowa – efektywne stężenie związków chemicznych, uwzględniające odchylenia tych związków od zachowania idealnego, wynikające ze zjawisk dyfuzyjnych, lepkościowych lub elektromagnetycznych mających miejsce w stężonych roztworach lub gazach pod wysokim ciśnieniem.
W odróżnieniu od zwykłego stężenia molowego, zależności kinetyczne i termodynamiczne wyrażone za pomocą aktywności są zawsze spełniane w sposób ścisły.
Posługiwanie się aktywnościami na co dzień jest jednak dość kłopotliwe, gdyż bezpośrednie mierzenie aktywności jest bardzo trudne i czasochłonne. W związku  z tym korzysta się zazwyczaj ze stablicowanych wartości współczynników aktywności. Są one określone dla większości często stosowanych w praktyce związków chemicznych i są powiązane ze zwykłymi stężeniami wzorem:
{\displaystyle a=\gamma x}
gdzie:
{\displaystyle a} – aktywność molowa
{\displaystyle \gamma } – współczynnik aktywności
{\displaystyle x} – ułamek molowy
Współczynniki te dla substancji w roztworach są wyznaczane na podstawie pomiarów  prężności pary nad szeregiem roztworów różniących się tylko stężeniem molowym badanej substancji.